# Juan Rodríguez Vega
Juan Manuel Rodríguez Vega (Santiago, 1944. január 16. – 2021. szeptember 1.) chilei válogatott labdarúgó. 

## Pályafutása

### Klubcsapatban
1963 és 1969 között a Universidad de Chile csapatában játszott. Négyszeres chilei bajnok. 1970 és 1971 között az Unión Española, 1973 és 1978 között a mexikói Atlético Español játékosa volt.

### A válogatottban
1968 és 1974 között 26 alkalommal szerepelt az chilei válogatottban. Részt vett az 1974-es világbajnokságon.

## Sikerei, díjai
Universidad de Chile
- Chilei bajnok (4): 1964, 1965, 1967, 1969

## Külső hivatkozások
- Juan Rodríguez Vega adatlapja a National-Football-Teams.com oldalon (angolul)

- Juan Rodríguez Vega (angol nyelven). FBref.com
- Juan Rodríguez Vega (német nyelven). kicker.de
- Juan Rodríguez Vega adatlapja a worldfootball.net oldalon (angolul)